# John Kentish
John William Kentish (21 janvier 1910 - 26 octobre 2006) est un ténor anglais né à Blackheath dans le comté du Kent et mort à Chipping Norton dans le comté du Oxfordshire à l'âge de 96 ans. Il était le frère aîné du peintre David Kentish.